# Brutowinst
De brutowinst op verkoop is de omzet min de inkoopwaarde van de omzet. Dat betekent dat de brutowinst per artikel gelijk is aan het verschil van de verkoopprijs en de kostprijs van het artikel. De omzet of inkomsten uit verkoop is de afzet, het aantal verkochte artikelen, vermenigvuldigd met de prijs van de verkochte artikelen. De inkoopwaarde is het geld dat men uitgeeft aan de inkoop van artikelen, te berekenen als afzet maal inkoopprijs.
De nettowinst is de brutowinst min de bedrijfskosten.

## Voorbeeld
Een bedrijf verkoopt 500 computers in 1 jaar. De verkoopprijs is € 1000 per computer en de inkoopprijs van de computers was € 550 per stuk.
De omzet is 500 x € 1000 = € 500.000
De inkoopwaarde is 500 x € 550 = € 275.000
Brutowinst = € 500.000 – 275.000 = €225.000